# ما ليني
ما ليني (بالشيوئرتشنغ مَا لٍ ىِ، 1864–1838) هو مسلم صيني ولد في مقاطعة هونان خلال عهد سلالة تشينغ. في عام 1912، أصبح وزير التربية والتعليم في مقاطعة قانسو،الذي عينته حكومة الصين (حكومة كومينتانغ). أسس جمعية تعزيز التعليم الإسلامي في عام 1918 في عاصمة مقاطعة قانسو. وقام مع الجنرال ما فو شيانغ (قائد مسلم) برعاية الإمام وانغ جينغزهاي ( ترجم القرآن الكريم إلى اللغة الصينية) عندما ذهب للحج إلى مكة في عام 1921.